# Ungernrevolten 1956: tolv dagar som skakade världen
Ungernrevolten 1956: Tolv dagar som skakade världen (originaltitel: Twelve Days: The Story of the 1956 Hungarian Revolution) är en facklitterär bok från 2006 av journalisten Victor Sebestyen. Samma år publicerades den på svenska, i översättning av Mia Mårtensson.
I boken analyserar Sebestyen den turbulenta utvecklingen i Ungern, från Béla Kuns kortlivade kommunistrepublik, genom amiral Miklós Horthy konservativa regim, sovjetiskt intåg vid andra världskrigets slut, till efterkrigsåren då folkrepubliken Ungern bildades med den tragiska kulmen vid Ungernrevolten i oktober-november 1956. Förloppet under de tolv revolutionsdagarna redovisas dag för dag. Boken innehåller rikliga och noggranna källreferenser samt omfattande bibliografi.